# Arco de Galério
O Arco de Galério (em grego:  αψίδα του Γαλερίου ou Kamara,em grego:  καμάρα) e a Rotunda de Galério (ροτόντα του Γαλερίου) são monumentos próximos da cidade de Tessalónica (ou Salonica), na região da Macedónia Central, no norte da Grécia. Ambas as estruturas estão classificadas como Património da Humanidade desde 1988, no conjunto denominado Monumentos Paleocristãos e Bizantinos de Tessalónica com o código 456-02.

## História

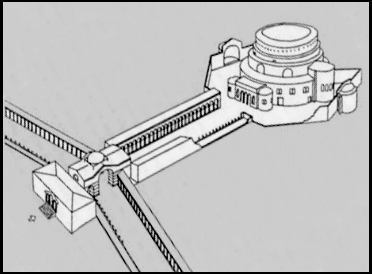
Reconstrução do conjunto de Arco e Rotunda de Galério.

No século IV, o imperador romano Galério mandou construir estas duas estruturas como elementos de um recinto imperial anexos ao seu palácio de Salonica, cujos restos foram encontrados a sudoeste. O palácio de Galério foi construído em grande escala usando principalmente materiais locais, talvez no espaço deixado por um incêndio. Conservam-se amplas zonas de mosaico em várias zonas. Uma estrutura vinculada ao palácio e chamada Sala Octogonal fica no extremo sudoeste da zona escavada em 40° 37′ 48,53″ N, 22° 56′ 55,99″ L. Tido primeiro como mausoléu, poderia ter sido uma entrada monumental para o palácio. Junto ao palácio para nordeste, ficava um hipódromo.
Estes três monumentos (palácio, arco e rotunda) estavam ligados por uma calçada que atravessava o arco e que constituía a artéria este-oeste da cidade. Servindo-se da sua monumentalidade, o Arco de Galério enfatizou o poder do imperador, que vinculava a construção de grandes estruturas com a prosperidade da Salonica do século IV. O arco é composto por um núcleo de alvenaria revestido de painéis escultóricos de mármore que comemoram uma vitória sobre os persas sassânidas numa das Guerras Romano-Persas. Conserva-se no momento presente menos de metade do arco original.

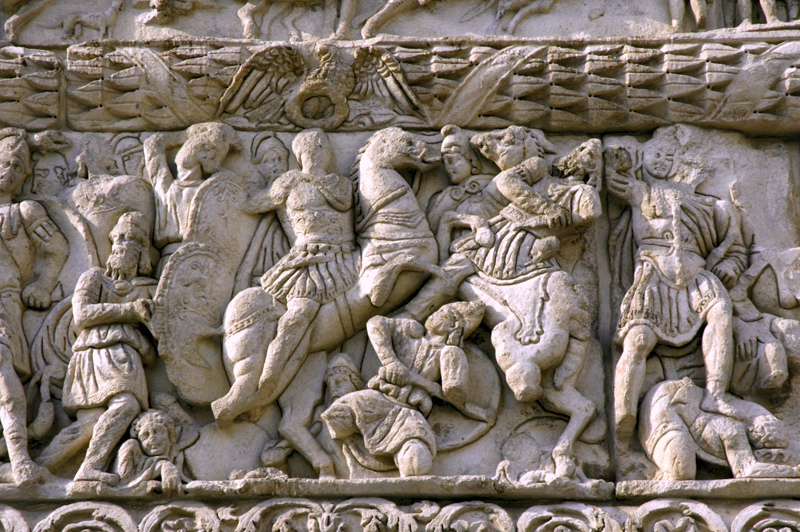
Esculturas no arco: Galério ataca Narses da Pérsia.